# 第21回NHK紅白歌合戦
『第21回NHK紅白歌合戦』（だいにじゅういっかいエヌエイチケイこうはくうたがっせん）は、1970年（昭和45年）12月31日に東京宝塚劇場で行われた、通算21回目のNHK紅白歌合戦。21時から23時45分にNHKで生放送された。

## 出演者

### 司会者
10月27日発表。
- 紅組司会：美空ひばり - 歌手・女優
- 白組司会：宮田輝 - NHKアナウンサー。この年NHK理事に昇格
- 総合司会：北出清五郎 - NHKアナウンサー
- テレビ中継：鈴木文彌 - NHKアナウンサー

過去2年間総合司会を務めていた宮田が3年ぶりに白組司会を担当。対する紅組司会には、常連歌手であった美空ひばりが選ばれた。総合司会の北出も3年ぶりの復帰となった。
紅組司会はこの他、黒柳徹子（『ステージ101』司会）、吉永小百合（この年の大河ドラマ『樅ノ木は残った』出演者）、栗原小巻（同左）らが候補に挙がっていたという。

### 出場歌手
紅組、      白組、      初出場、      返り咲き。
| 曲順 | 組 | 歌手名                     | 回 | 曲目                       |
| ---- | -- | -------------------------- | -- | -------------------------- |
| 1    | 紅 | 水前寺清子                 | 6  | 大勝負                     |
| 2    | 白 | 村田英雄                   | 10 | 闘魂                       |
| 3    | 紅 | 和田アキ子                 | 初 | 笑って許して               |
| 4    | 白 | 水原弘                     | 7  | へんな女                   |
| 5    | 紅 | ザ・ピーナッツ             | 12 | 東京の女                   |
| 6    | 白 | 野村真樹                   | 初 | 一度だけなら               |
| 7    | 紅 | 日吉ミミ                   | 初 | 男と女のお話               |
| 8    | 白 | 坂本九                     | 10 | マイ・マイ・マイ           |
| 9    | 紅 | 森山加代子                 | 4  | 白い蝶のサンバ             |
| 10   | 白 | 佐川満男                   | 4  | いつでもどうぞ             |
| 11   | 紅 | 黛ジュン                   | 4  | 土曜の夜何かが起きる       |
| 12   | 白 | 橋幸夫                     | 11 | いつでも夢を               |
| 13   | 紅 | 佐良直美                   | 4  | どこへ行こうかこれから二人 |
| 14   | 白 | 鶴岡雅義と東京ロマンチカ   | 3  | 別れの誓い                 |
| 15   | 紅 | 弘田三枝子                 | 7  | ロダンの肖像               |
| 16   | 白 | 美川憲一                   | 3  | みれん町                   |
| 17   | 紅 | ピンキーとキラーズ         | 3  | 土曜日はいちばん           |
| 18   | 白 | ダークダックス             | 13 | ドンパン節                 |
| 19   | 紅 | 小川知子                   | 3  | 思いがけない別れ           |
| 20   | 白 | 千昌夫                     | 3  | 心の旅路                   |
| 21   | 紅 | トワ・エ・モワ             | 初 | 空よ                       |
| 22   | 白 | ヒデとロザンナ             | 初 | 愛は傷つきやすく           |
| 23   | 紅 | 島倉千代子                 | 14 | 美しきは女の旅路           |
| 24   | 白 | 三波春夫                   | 13 | 織田信長                   |
| 25   | 白 | 西郷輝彦                   | 7  | 真夏のあらし               |
| 26   | 紅 | 藤圭子                     | 初 | 圭子の夢は夜ひらく         |
| 27   | 白 | 内山田洋とクール・ファイブ | 2  | 噂の女                     |
| 28   | 紅 | 森山良子                   | 2  | 明日に架ける橋             |
| 29   | 白 | フランク永井               | 14 | 大阪流し                   |
| 30   | 紅 | 辺見マリ                   | 初 | 私生活                     |
| 31   | 白 | にしきのあきら             | 初 | もう恋なのか               |
| 32   | 紅 | 西田佐知子                 | 10 | 女の意地                   |
| 33   | 白 | デューク・エイセス         | 8  | ドライ・ボーンズ           |
| 34   | 紅 | ちあきなおみ               | 初 | 四つのお願い               |
| 35   | 白 | 布施明                     | 4  | 愛は不死鳥                 |
| 36   | 紅 | 都はるみ                   | 6  | 男が惚れなきゃ女じゃないよ |
| 37   | 白 | 舟木一夫                   | 8  | 紫のひと                   |
| 38   | 紅 | いしだあゆみ               | 2  | あなたならどうする         |
| 39   | 白 | フォーリーブス             | 初 | あしたが生まれる           |
| 40   | 紅 | 奥村チヨ                   | 2  | 嘘でもいいから             |
| 41   | 白 | アイ・ジョージ             | 11 | リパブリック讃歌           |
| 42   | 紅 | 由紀さおり                 | 2  | 手紙                       |
| 43   | 白 | 菅原洋一                   | 4  | 今日でお別れ               |
| 44   | 紅 | 伊東ゆかり                 | 8  | さすらい                   |
| 45   | 白 | 北島三郎                   | 8  | 誠                         |
| 46   | 紅 | 青江三奈                   | 4  | 国際線待合室               |
| 47   | 白 | 森進一                     | 3  | 銀座の女                   |
| 48   | 紅 | 美空ひばり                 | 15 | 人生将棋                   |

#### 選考を巡って
- 前回の出場歌手の中より今回不選出となった歌手は以下。 
  - 紅組:梓みちよ・カルメン・マキ・岸洋子[注釈 2]・越路吹雪[注釈 3]・高田恭子・中尾ミエ
  - 白組:春日八郎・ザ・キング・トーンズ・三田明
- トワ・エ・モワ、ヒデとロザンナは、初の男女デュエットの出場となった。
- 当初、江利チエミの2年ぶりの復帰（岸の辞退による繰り上げ）が決まっていたが、ヒット曲が無い事や諸々の理由で自ら辞退。代わって、日吉ミミが初出場を決めた（同回が日吉の生涯唯一の紅白出演となる）[2]。
- 前回までに過去15回出場し、前回では最多出場歌手だった越路吹雪も、出場者発表前に出場辞退を表明。越路は取材に対して「『紅白』は全国の皆さんに見ていただけるお祭りだと思うのだが、近年は何かにつけて競う気持ちが強く出て、楽しさが年とともに消えてゆくような気がしてならない。舞台の衣装もみんな美しくなったが、いっそこのあたりで紅組も白組も、それぞれのユニフォームを作って、揃いの衣装で歌ってみてはどうだろう。」と語った[3]。
- ひばりが紅組司会を務めるため、製作側はそれに似合ったしっかりと歌を歌えるベテランを選考する意向だった。しかし、上記の通りチエミや越路が出場を辞退し、春日八郎も落選。そのため、「ひばりが司会なのだから、ベテラン重視のメンバー選出を」という製作側の意向も崩れ、若手アイドル歌手が多くの座を占めることになった[4]。
- ザ・ドリフターズが、同メンバーの加藤茶の交通事故により出場を辞退した[5]。

### 演奏
- 紅組：小野満とスイング・ビーバーズ（指揮 小野満）
- 白組：宮間利之とニュー・ハード（指揮 宮間利之）
- 総合指揮：藤山一郎

### 演奏ゲスト
- 宮川泰 - 布施明の指揮

### 審査員
- 坂東玉三郎 - 歌舞伎俳優
- 樋口久子 - プロゴルファー
- 小林弘 - プロボクサー、当時WBA世界ジュニアライト級王者
- 三田佳子 - 女優。時代劇『男は度胸』の多藻役
- 志村喬 - 俳優。この年の大河ドラマ『樅ノ木は残った』の里見十左衛門役および翌年の大河ドラマ『春の坂道』の青山忠俊役
- 武原はん - 舞踊家
- 玉の海正洋 - 大相撲・横綱
- 田中絹代 - 女優。『樅ノ木は残った』の津多役
- 中山律子 - プロボウラー
- 会場審査員41名
- 中道定雄 - NHK芸能局長（審査委員長）

## 当日のステージ・エピソード
- 歌唱楽曲のテロップに作詞者・作曲者名が併記されるようになったのは今回から。この年著作権法が改正された。
- 橋幸夫は当初「俺たちの花」を歌う予定だったが、宮田が本番中に曲目を「いつでも夢を」に変更し、歌うことを持ちかけた。橋は着物姿であったため、「いつでも夢を」のイメージに合わず戸惑っていたが、宮田は「着物だってなんだっていいって。中身がよけりゃ」といって橋を説得した。結局、「いつでも夢を」が歌われることになった。(2016年暮れの週刊ポストの取材で、橋は｢あれは演出だった｣と述懐している)
- 三波春夫は「世界の国からこんにちは」（この年の日本万国博覧会にちなみ）でトリをとる案もあったが、ひばりが司会になったことで、トリ対決はなくなり、曲目も差し替えられた[1]。
- 辺見マリは、大ヒット曲「経験」の歌詞がNHKの内部規則に抵触するため歌唱できず、続いてヒットした「私生活」を歌った。
- 水原弘の「へんな女」は、レコード版の（水原）「♪へんな歌歌う へんな男」（東芝児童合唱団）「水原弘！」の歌詞を白組歌手と共に、（水原）「♪へんなこと言ってる へんな司会者」（白組歌手）「ひばりちゃーん！」と変えて歌った。
- 紅組司会のひばりは4年連続の大トリを担当した（曲紹介は宮田が行った）。当初はひばりに代わり青江三奈を起用する予定であったが、ひばりが司会発表会見で「お話を頂いた時は司会だけで歌手としては出場できないのでは…と思いました。来年は歌手生活25周年にもあたります。やはり歌手としてはトリを歌いたい」と発言したことがきっかけとなり、引き続きひばりの担当となった（青江はトリ前）。司会がトリをつとめたのはこの年のひばりが初めてで、司会兼大トリはながらく唯一であった（2例目は第67回（2016年）において、相葉雅紀が白組司会、嵐として大トリをつとめ、3・4例目は相葉同様に第69回 、第70回において櫻井翔が白組司会、嵐として大トリをつとめた）。
- 優勝は紅組（通算11勝10敗）。
- 今回の勝敗判定には舞台上手の特設得点表示板で審査員一人の票がそのまま反映される実数で集計された。紅白それぞれの点数の文字盤は、同じNHKの番組『連想ゲーム』で用いられたのと同じ仕様と見られている（翌年の第22回も同じ方法で実施）。
- 本放送（カラー放送）は、放送用ビデオテープ（2インチVTR）に収録されたと言われているが、当時のビデオテープは非常に高価で大型であるため、放送終了後に消去されて他番組に使い回された。そのため、NHKによる原本は残っていないとされる。現存する映像はカラーキネコ（カラーのフィルム映像）で記録されたものである。このフィルムは当時、在外日本人・日系人向けに紅白歌合戦を見てもらうためのものであり、アルゼンチン大使館で発見された。保存状態は良くなく、傷や劣化部分、ノイズが多い。また、現存しているフィルムは全165分中の約137分間であり、由紀さおりが出演する部分や美空ひばりの1番と2番の間奏部分の一部などが欠落している。その他、リハーサルの模様もカラーフィルム（ニュース取材用と同規格）で現存しているが、こちらは保存状態が良い。

また、カラーキネコ版が発見されるまでは、白黒VTRがNHK「オールタイムリクエスト」などに使われていた。
- 今回使用したステージメインマイクロホンは、ナショナル WM-780Gを使用。
- 前回視聴率は史上初めて70%台を割ったが、今回は77%を記録した。